# Mimos (Forschungsinstitut)

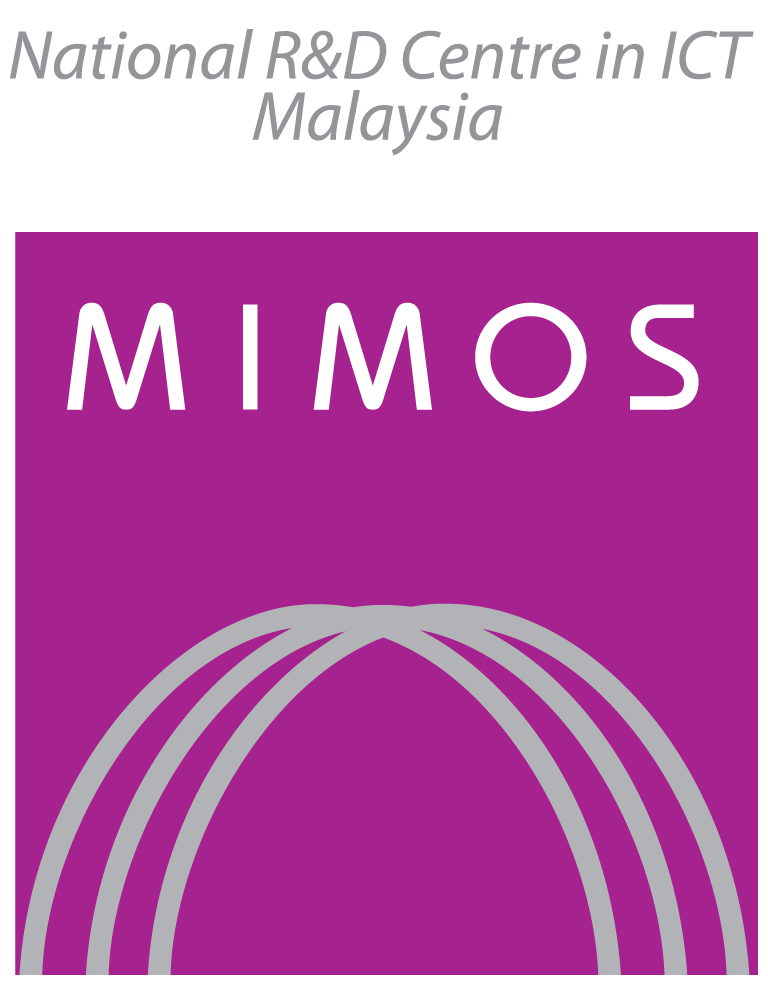

The Malaysian Institute of Microelectronic Systems (MIMOS) ist ein Forschungs- und Entwicklungsunternehmen der malaysischen Regierung. MIMOS ist spezialisiert auf Informations- und Kommunikationstechnologie (ICT) und Mikroelektronik. Sitz ist Kuala Lumpur (Technology Park Malaysia).

## Geschichte
Die Gründung erfolgte im Januar 1985 gegründet und war damals eine Einheit des Amtes des Premierministers. 1990 wurde diese erweitert und wurde eine eigene Abteilung des Ministeriums für Wissenschaft, Technologie und Umwelt. 1994 wurde MIMOS das Amt des Sekretariats des National IT Councils (NITC) übertragen und spielte bei der Entwicklung des Frameworks für den Multimedia Super Corridor (MSC) eine wichtige Rolle.
1996 wurde das Institut in MIMOS Berhad umbenannt. Die Aufgabenbereiche umfassten zu dieser Zeit Forschung und Entwicklung, Entwicklung von IT-Richtlinien und Wirtschaftsentwicklung.
2003 wurde der Aufgabenbereich IT-Richtlinien an das malaysische Ministerium für Energie, Kommunikation und Multimedia übertragen. Seitdem ist Forschung und Entwicklung die Hauptaufgabe. Die bestehenden Wirtschaftseinheiten sollen verkauft werden.